# 강준형
강준형은 KBS N 스포츠의 아나운서다.
지난 2000년 SBS Sports에 입사해 2002년 현 KBS N으로 옮겨왔다.
주로 축구와 배구 그리고 야구 중계를 담당하고 있으며 종합격투기. 프로야구, PRIDE FC, 택견 명인전 등 격투기 중계 또는 야구 등을 했다.
최근 WPBA 여자포켓볼, 스페셜V, 아이 러브 베이스볼 등의 MC로 활약하고 있다.